# 372년
372년은 율리우스력의 일요일로 시작하는 윤년이다.

## 연호
- 동진(東晉) 함안(咸安) 2년
- 전량(前凉) 승평(昇平) 16년
- 전진(前秦) 건원(建元) 8년
- 대(代) 건국(建國) 35년

## 기년
- 동진(東晉) 간문제(簡文帝) 2년
- 신라(新羅) 내물 마립간(奈勿麻立干) 17년
- 고구려(高句麗) 소수림왕(小獸林王) 2년
- 백제(百濟) 근초고왕(近肖古王) 27년

## 사건

### 장소별

#### 로마 제국
- 황제 발렌티니아누스 1세가 부하들이 아프리카에서 반역자 피르무스, 그리고 영국에서 픽트족을 상대하는 동안 군대를 이끌고 알레만니, 콰디족, 사르마티아를 상대로 공세를 펼친다.

#### 유럽
- 훈족들이 드네스트르 강의 테르빙기족을 공격한다. 테르빙기족은 훈족의 궁기병에 순식간에 압도당했고 고트족의 수많은 정착지들이 불탔다. 국왕 아타나리크는 패배하고 카르파티아 산맥으로 피신한다.
- 아타나리크가 백성들을 훈족과 알란족으로부터 보호하기 위해 방어 시설을 짓기 시작하다.

#### 한반도
- 고구려에 불교가 전래됨.
- 고구려, 태학 설치
- 백제의 근초고왕이 처음으로 동진에 사신을 보냄